# 回春之曲
《回春之曲》，田汉1935年1月所作三幕抗战歌剧，1935年1月31日在金城大戏院首演。
故事发生在九·一八事变之后，到南洋当教员的几位中国青年，听到中日开战，商量着结伴回国。他们其中的一个叫高维汉，他的恋人梅娘是侨居南洋的侨生。当梅娘听说高维汉要回国时，便坚决要求同行，但其父亲违背她本人的愿望，把她许给了一个富商的儿子陈三水，不许她同高维汉一同回国。梅娘只好同高维汉等人依依惜别。高维汉回国后参加了一二八战役。在吴淞同敌人的战斗中，脑部受震动，失去了记忆力，他的好友把他安置在一个侨商家，休养了年仍未痊愈。
他的恋人梅娘从南洋回来看护他半年，他却没有认出。新年夜的鞭炮声中，梅娘重新穿上马来装，弹起吉他，唱起高维汉原来爱听的歌，高维汉若有所思，但神智仍未恢复。当新年的爆竹大鸣的时候，高维汉顿时清醒，恢复了记忆，便又急着去杀敌。这时，陈三水因在南洋破产，也已回国，他劝说梅娘不要守着高维汉这个“痴子”和他一块走，主张大家去做顺民。后在高维汉等人的大骂下，陈三水狼狈逃走。